# 汶萊元
汶萊元，又称汶萊令吉，是汶萊的法定流通貨幣。標誌為B$。汶萊元的匯率與新加坡元掛鈎，兌換價是1比1。

## 歷史
在20世紀早期，作為英國受保護領地，汶萊先後使用海峽殖民地貨幣(Straits dollar)、馬來亞元(Malayan dollar)及馬來亞和英屬婆羅洲元(Malaya and British Borneo dollar)。自馬來西亞及新加坡獨立後，1967年汶萊開始發行自己貨幣。在新加坡，汶萊元可以在當地使用，即使其沒有法定地位。同樣，新加坡元在汶萊廣泛使用。

## 流通中的貨幣

### 硬幣

汶萊流通的硬幣。

- 1 分
  - 正面：哈桑納爾·博爾基亞
  - 背面：對稱圖案、國家名稱、面值、年份
- 5 分
  - 正面：哈桑納爾·博爾基亞
  - 背面：對稱圖案、國家名稱、面值、年份
- 10 分
  - 正面：哈桑納爾·博爾基亞
  - 背面：對稱圖案、國家名稱、面值、年份
- 20 分
  - 正面：哈桑納爾·博爾基亞
  - 背面：對稱圖案、國家名稱、面值、年份
- 50 分
  - 正面：哈桑納爾·博爾基亞
  - 背面：文萊國徽、國家名稱、面值、年份

### 紙幣
在1967年，政府印刷1、5、10、50和100元紙幣。在1979年，政府印刷500元及1000元。

#### 2004-2007 塑膠鈔票系列

汶萊在2011年發行三種面值的塑膠幣。

塑膠鈔票在2004年引入。
| 2004-2007 塑膠鈔票     | 2004-2007 塑膠鈔票     | 2004-2007 塑膠鈔票 | 2004-2007 塑膠鈔票 | 2004-2007 塑膠鈔票 | 2004-2007 塑膠鈔票               | 2004-2007 塑膠鈔票   |
| 影像                   | 影像                   | 價值               | 面積               | 主要顏色           | 形容                             | 形容                 |
| 正面                   | 反面                   | 價值               | 面積               | 主要顏色           | 正面                             | 反面                 |
| ---------------------- | ---------------------- | ------------------ | ------------------ | ------------------ | -------------------------------- | -------------------- |
| （页面存档备份，存于） | （页面存档备份，存于） | $50                | 158 x 75 毫米      | 淺藍及銅色         | 第29世蘇丹哈吉·哈桑納爾·博爾基亞 | 汶萊不同花朵         |
| （页面存档备份，存于） | （页面存档备份，存于） | $100               | 158 x 75 毫米      | 金色               | 第29世蘇丹哈吉·哈桑納爾·博爾基亞 | 森林瀑布             |
| （页面存档备份，存于） | （页面存档备份，存于） | $500               | 175 x 81 毫米      | 粉紅色             | 第28世蘇丹奧瑪阿里賽義夫汀三世   | 第28世蘇丹的回教寺院 |
| （页面存档备份，存于） | （页面存档备份，存于） | $1000              | 182 x 84 毫米      | 藍色               | 第29世蘇丹哈吉·哈桑納爾·博爾基亞 | 新財政大樓           |
| （页面存档备份，存于） | （页面存档备份，存于） | $10,000            | 180 x 90毫米       | 綠色               | 第29世蘇丹哈吉·哈桑納爾·博爾基亞 | 新國會大樓           |

#### 2011 年（塑膠）
- 1 元
  - 正面：哈桑納爾·博爾基亞、花朵
  - 背面：
- 5 元
  - 正面：哈桑納爾·博爾基亞、花朵
  - 背面：
- 10 元
  - 正面：哈桑納爾·博爾基亞、花朵
  - 背面：

## 停止流通
2020年10月1日，汶莱金融管理局为减少与金融犯罪有关的风险，例如洗钱、伪造高面额货币等，宣布将从2020年11月2日起不再发行面值10000纸钞。

## 外部連結
- 汶萊元紙幣介紹 （页面存档备份，存于）